# Mercedes Barba Álvarez

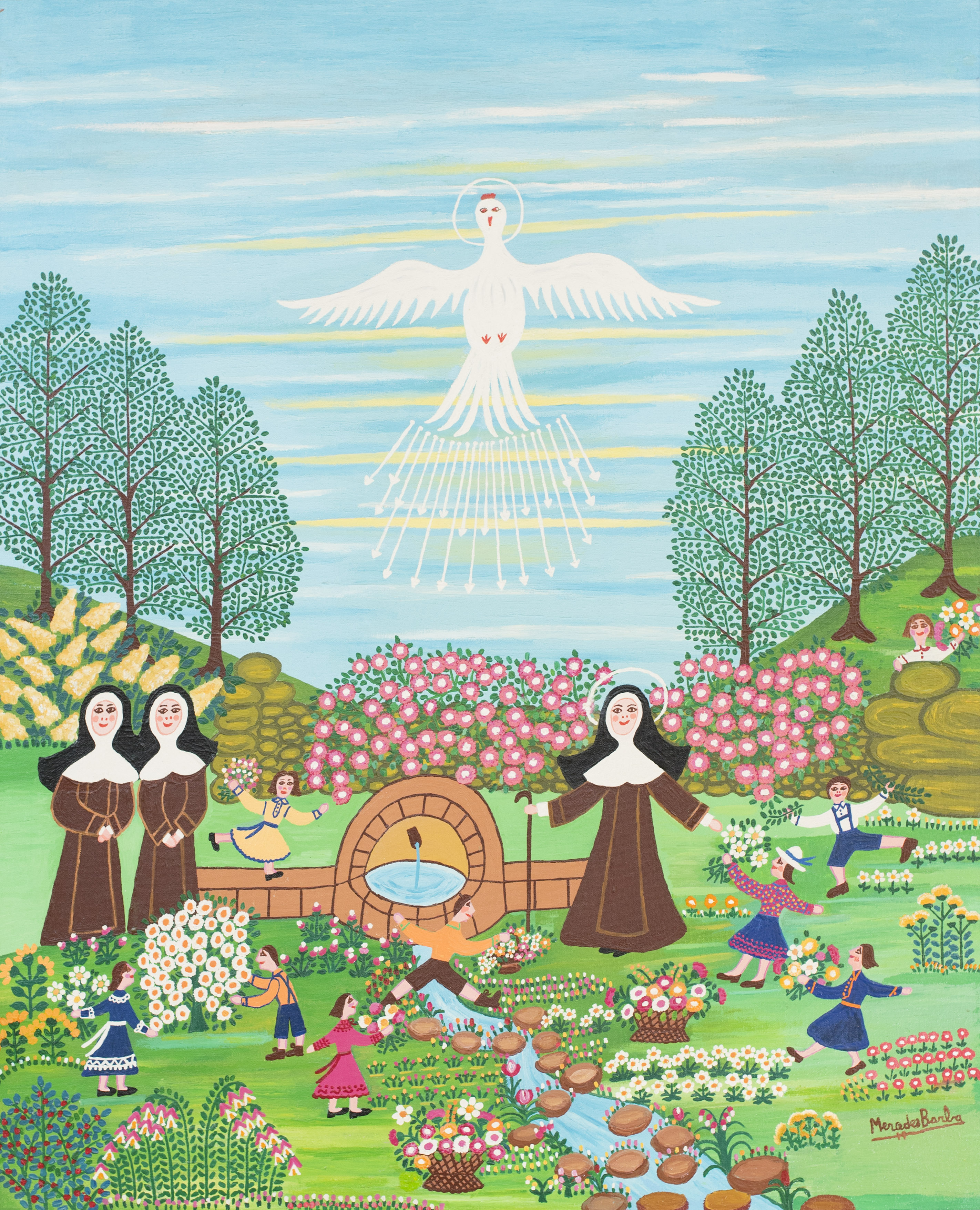
Santa Teresa - Mercedes Barba

Mercedes Barba Álvarez (Fuenlabrada de los Montes, 28 de agosto de 1923 - Madrid, 29 de mayo de 2018) fue una pintora naif española.
Comenzó su andadura en el mundo de la pintura naif a finales de los años 70 y se mantuvo activa prácticamente hasta los últimos años de su vida, viéndose obligada a dejar su pasión por la pintura ya con muy avanzada edad por problemas de vista.
Durante su carrera profesional como pintora recibió diversos galardones y reconocimientos, siendo el más importante el Primer Premio de la I Exposición de Pintura Naif, que tuvo lugar en la Sala de Exposiciones del Aula de Cultura de la población madrileña de Aranjuez.
Siempre sintió gran atracción por el arte y más concretamente por la pintura, descubriendo en uno de los viajes familiares el arte naif y decidiéndose a pintar bajo esta técnica animada por su familia.
Su naif ha sido clasificado de muy puro por los críticos de arte, ya que aprendió de forma completamente autodidacta y sin ningún tipo de escuela, manteniendo este estilo prácticamente invariable en el paso del tiempo, si bien lo fue depurando con el paso de los años, evolución que se aprecia en una mayor elaboración de los detalles que se encuentran en las últimas obras respecto a las primeras.
Durante su carrera artística pintó más de 200 obras de diversos tamaños.
Dentro de su faceta como artista, también llegó a publicar en el año 2009 sus memorias bajo el título Mercedes Barba. Vida y Pintura Naïf - Memorias, donde relata con su estilo sencillo y personal su vida y su pasión por la pintura.

## Biografía
Hija de Félix Barba Álvarez, agricultor y ganadero; y Petra Álvarez Sierra, sus labores; segunda hija del matrimonio, siendo la primera su hermana Dominga (Domi) Barba Álvarez.
Pasa su infancia en su pueblo natal, Fuenlabrada de los Montes, población de la Siberia Extremeña en la provincia de Badajoz, Extremadura. Mercedes vive la Guerra Civil de primera mano con tan solo 12 años. 
Muy observadora de los detalles y la belleza de la naturaleza, transmite años después todas sus vivencias personales a sus obras desde su punto de vista naif, dándoles un carácter único.
Gran conversadora, muy culta y estudiosa, con una memoria sin límites, siempre se interesó por las artes, la literatura, la historia, la actualidad, la política y sociedad hasta sus últimos días.

## Distinciones, Galardones y premios

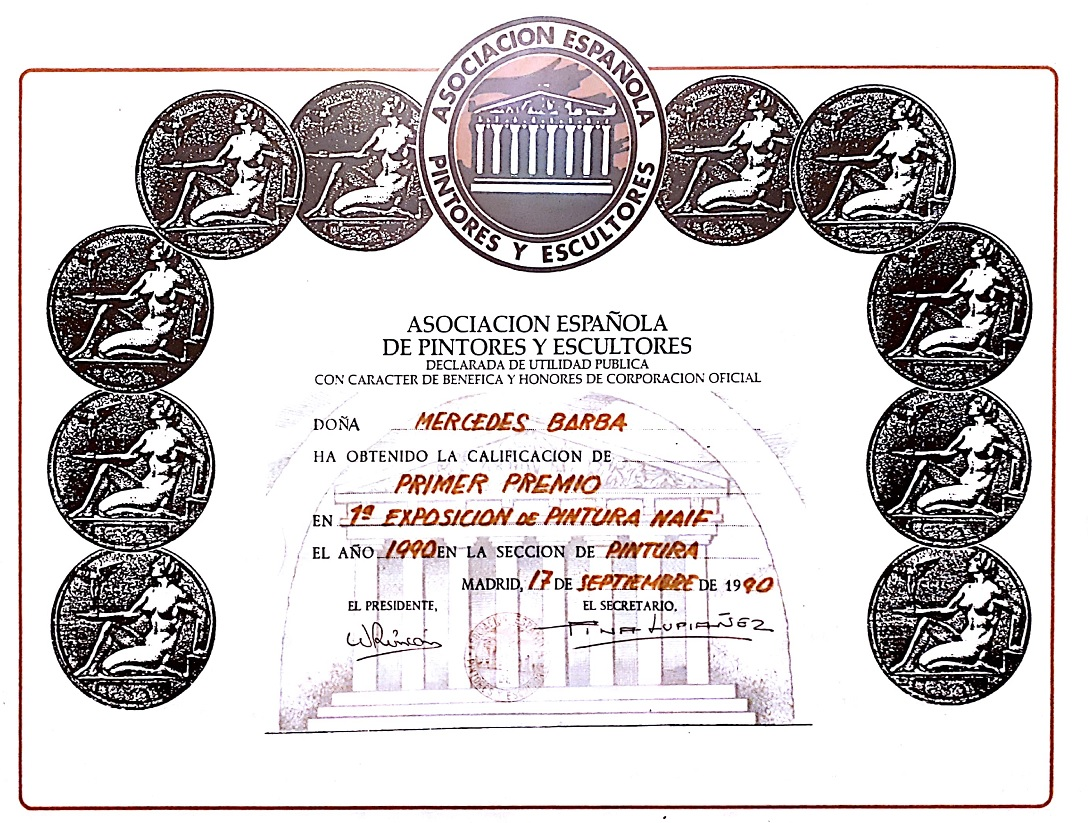
Mercedes Barba Álvarez - Primer Premio en I Exposición Pintura Naif en el año 1990, otorgado por la Asociación Española de Pintores y Escultores

- Primer Premio de la I Exposición de Pintura Naif,[1] (1990) con su obra El amor en Aranjuez, otorgado por la Asociación Española de Pintores y Escultores.
- Cruz de Alcántara (1990), otorgada por el Hogar Extremeño de Madrid.
- Segundo Premio del IX Certamen de Arte Naif (1999), otorgado por la Asociación Española de Pintores y Escultores.
- Mención honorífica I Festival de Arte Naif en Sevilla[2] (1995), otorgada por Antares.
- Encina de Oro (2012), otorgada por el Hogar Extremeño de Fuenlabrada.

Adicionalmente a estos galardones, Mercedes cuenta desde 1984 con una placa en su honor ubicada en la casa en la que nació, reconocimiento otorgado por el Ayuntamiento de Fuenlabrada de los Montes.

## Pintura

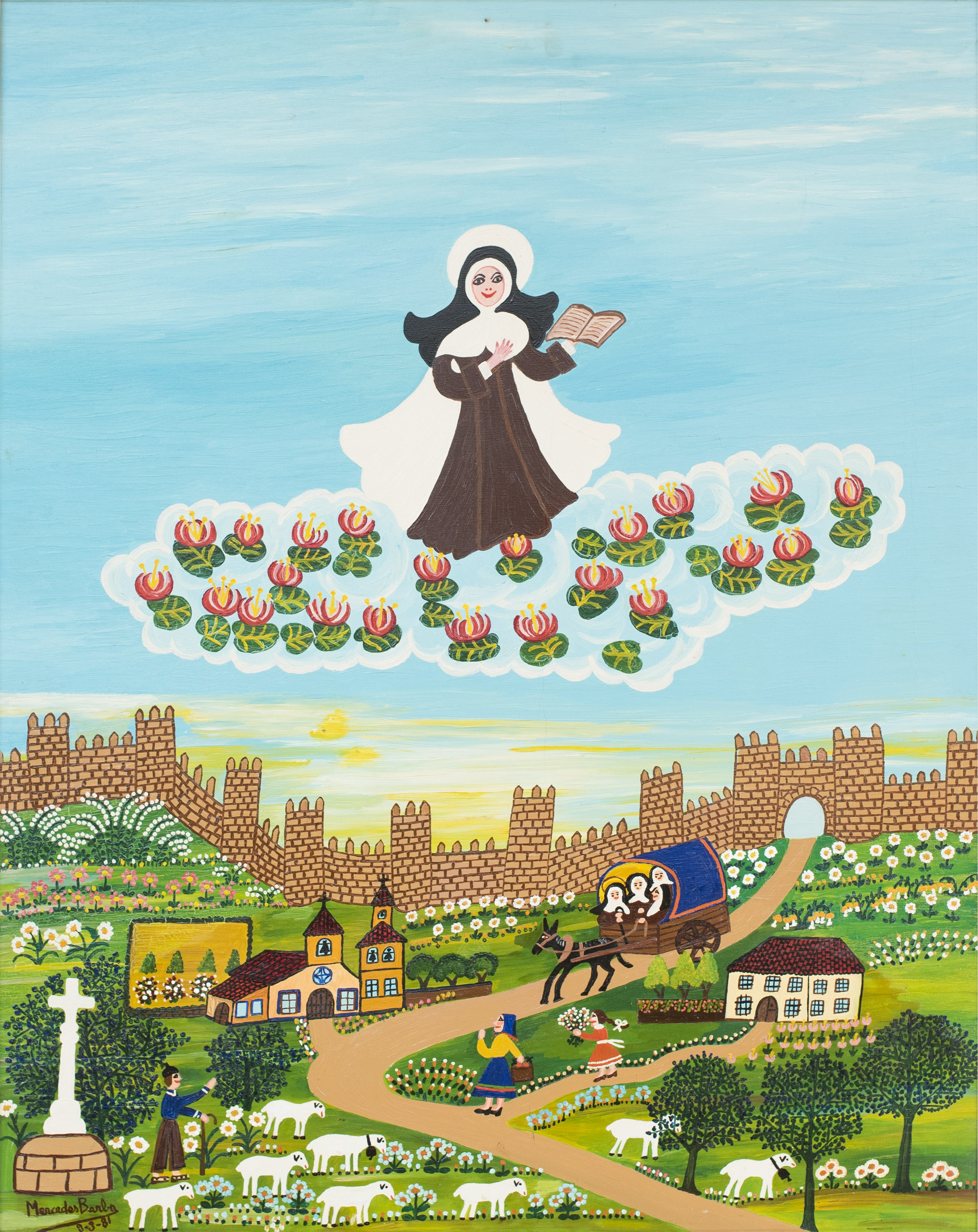
Santa Teresa y Ávila - Mercedes Barba

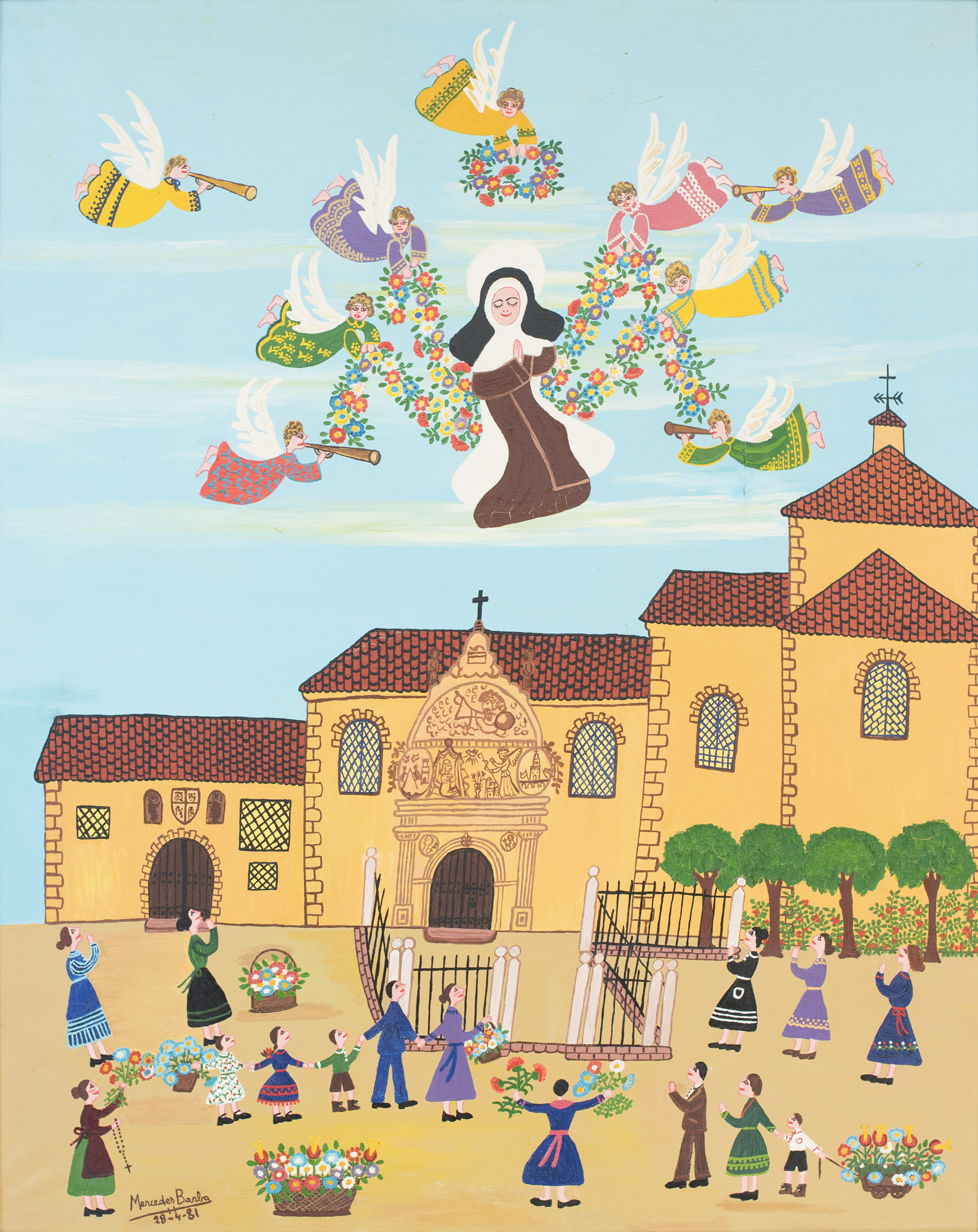
Muerte de Santa Teresa - Mercedes Barba

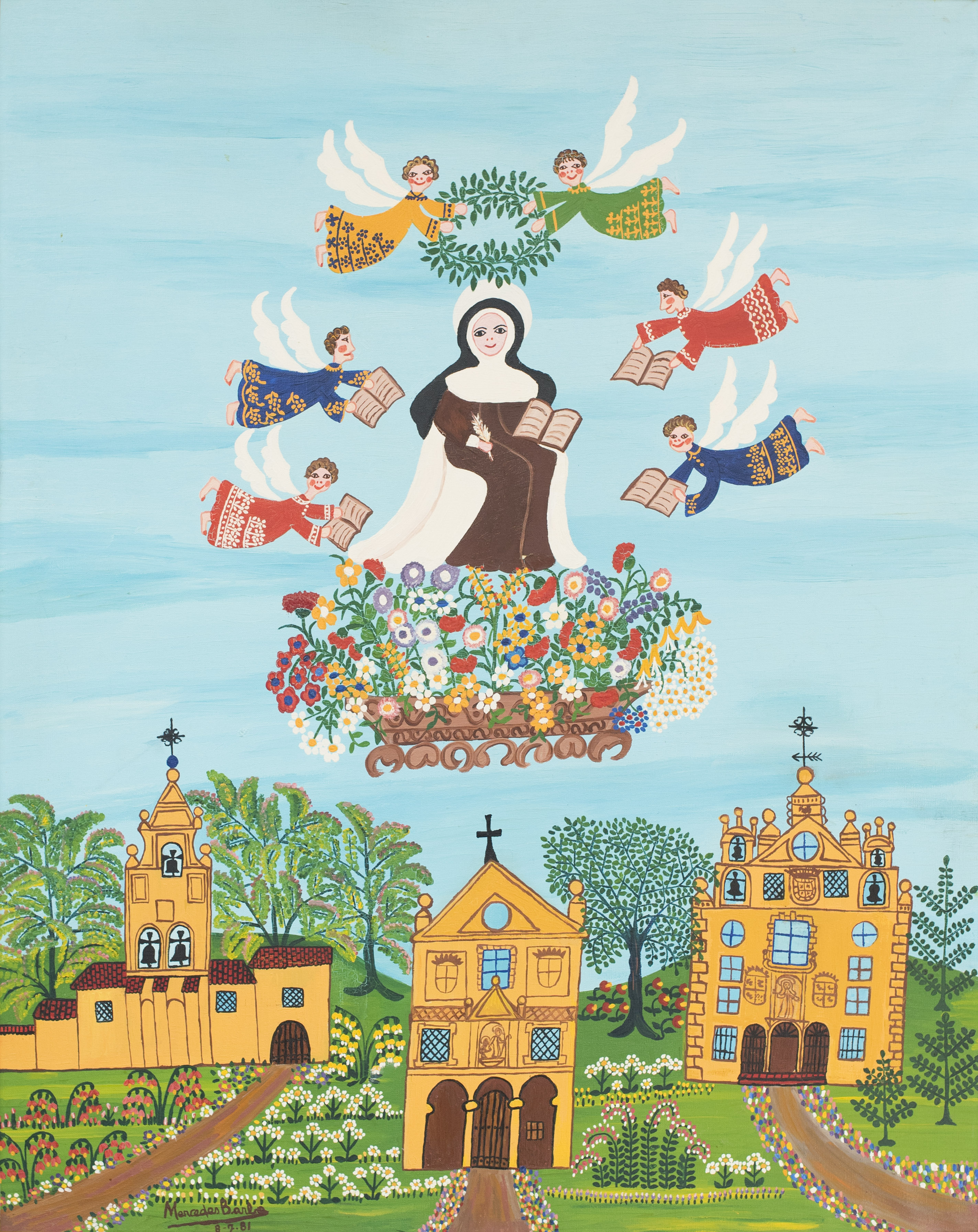
Santa Teresa Doctora de la Iglesia - Mercedes Barba

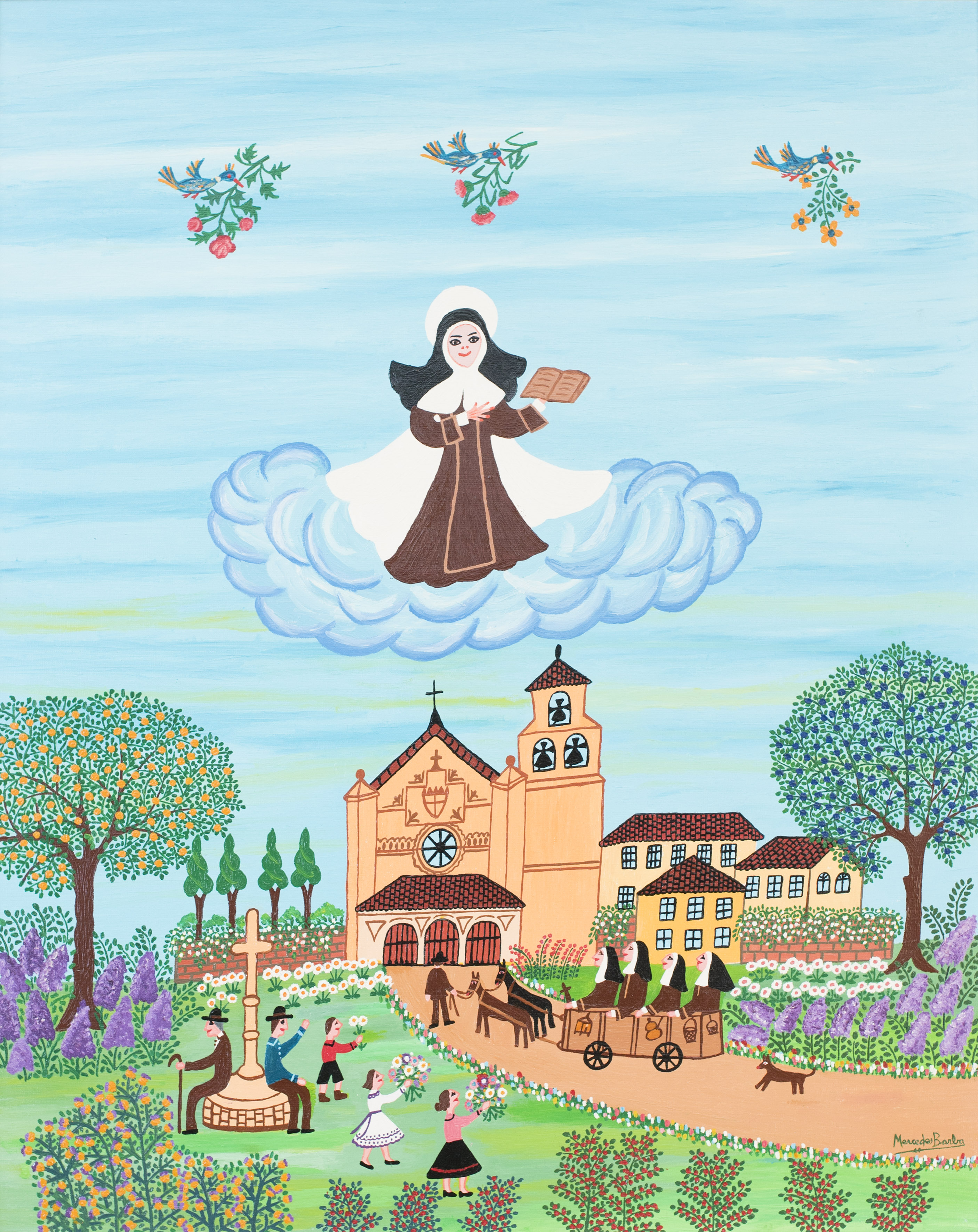
Santa Teresa viene de fundar - Mercedes Barba

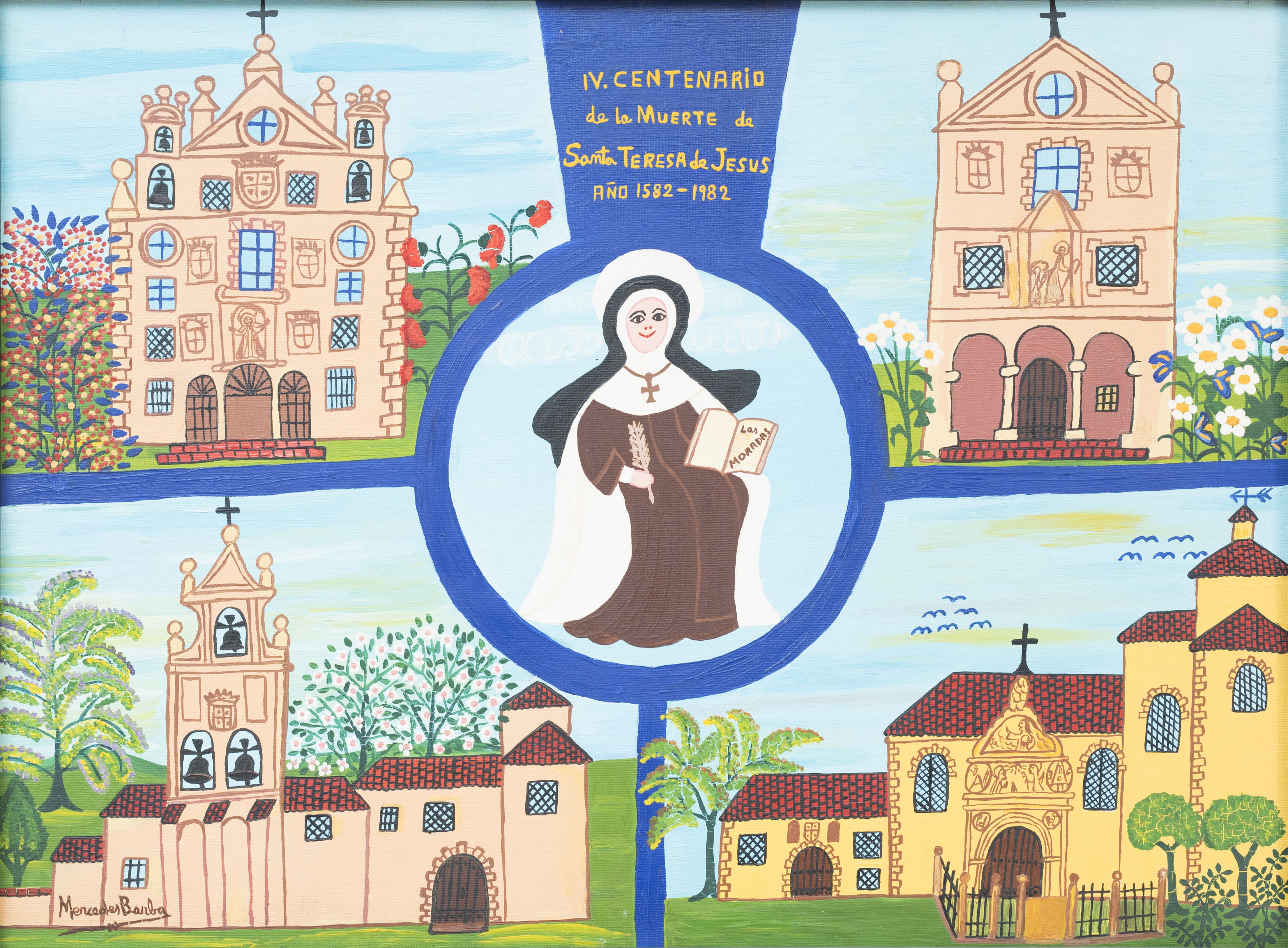
IV Centenario de la muerte de Santa Teresa de Jesús Año 1582-1982 - Mercedes Barba

### Técnica
Las principales características del naif son el ingenuismo y la técnica autodidacta sin ningún tipo de escuela a la hora de representar escenas costumbristas, momentos históricos o vivencias personales. A menudo el arte naif suele considerarse infantil o inmaduro por su falta de perspectiva y ausencia de técnica pictórica elaborada, pero compensa estos factores con su gran colorido, sencillez del mensaje transmitido y la alegría que transmiten los motivos representados.
Los motivos representados en las obras de Mercedes son principalmente bodegones florales, la vida de Santa Teresa de Jesús, escenas familiares, campestres y rurales, así como retratos familiares. Normalmente realizaba sus pinturas de forma libre pero en ocasiones aceptaba encargos de amigos o familiares sobre una temática concreta.
La mayor parte de las obras de Mercedes están representadas bajo la técnica de óleo sobre lienzo, si bien es cierto que también trabajó de forma minoritaria otros soportes como madera o vidrio, usando siempre el óleo sobre los mismos.
Los lienzos utilizados para plasmar sus creaciones van desde 15x12cm los más pequeños hasta 100x80cm los de mayor tamaño.
Siempre firmaba sus obras como Mercedes Barba y en algunas ocasiones incluía la fecha de culminación de la obra junto a la firma.

### Inicios y Evolución
En uno de los múltiples viajes en familia, en esta ocasión a Yugoslavia, debido a la sustracción del coche en el que viajaban, mientras el resto de la familia acudía al consulado para solucionar el inconveniente, acude con su hija Mari Carmen al museo Naif de Belgrado donde descubre la pintura naif, hasta entonces desconocida para ella, y se da cuenta de que también puede pintar cuadros de índole naif. 
Lo que vio en Belgrado le caló muy hondo y empezó a pintar de forma completamente autónoma, adquiriendo pinceles, lienzos y pigmentos sin ningún tipo de formación ni aprendizaje previos.
Empieza con motivos sencillos y pequeños formatos pero rápidamente desarrolla su técnica y va atreviéndose con escenas más complejas y tamaños de gran formato.
Su trayectoria empieza a despegar cuando entra en contacto con Amparo Martí, alma mater del naif en España.

### Madurez artística
Tras varios años pintando va depurando su estilo, lo que se traduce en una mayor complejidad de los detalles representados, algo que se puede observar en las obras de esta época respecto a sus inicios.
El Doctor Vallejo-Nágera, psiquiatra, escritor y pintor naif menciona a Mercedes en su libro
— (1982). El ingenuismo en España. Fundación Pedro Barrié de la Maza, Conde de Fenosa. ISBN 978-84-85728-11-4., donde resalta su calidad pictórica, su vitalidad y empuje con 35 exposiciones en 5 años, y el hecho de que le hicieran 14 tarjetas postales con cuadros suyos y un almanaque ilustrado de 1981 con 200.000 ejemplares.
A lo largo de los años acumuló un excelente fondo de armario de obras naif, tanto suyas propias como otras intercambiadas con colegas del mismo gremio.

### Museos y Exposiciones
Su primera exposición individual fue en 1977, en la Galería Ramón Durán de Madrid, a la que acudieron Amparo Illana (mujer del entonces Presidente del Gobierno Adolfo Suárez y Cayetana de Alba entre otras personalidades, ya que eran grandes admiradoras del arte naif. Su interés fue tal, que la propia Duquesa de Alba llegó a adquirir 3 cuadros de Mercedes para su propia colección.
Museos y colecciones en los que está presente su obra: 
- Museo Internacional de Arte Naif de Jaén «Manuel Moral» (Jaén).
- Colección Juan Ramírez de Lucas - Museo Internacional de Arte Popular del Mundo (Albacete).
- Colección Max Fourny - Musée d’art naïf de Vicq en Île-de-France[5] (Vicq).
- Musée International d' Art Naif Anatole Jakovsky (Niza).
- Museo Nazionale Arti Naives Cesare Zavattini (Luzzara).
- Museo de Arte Primitiva Moderna (Guimaraes).
- Museo Internacional de Arte Naif de Bages.
- Museo de Arte Naif (MAN)[6] (Figueras).
- GINA Gallery of Naive Art[7] (Tel Aviv).
- Casa Regional Extremeña de Fuenlabrada[8] (Madrid).
- Gabinete de Estampas - Biblioteca Nacional (Madrid)
- Colección Duquesa de Alba (Madrid y Sevilla)
- Colección Vallejo-Nágera (Madrid)
- Colección Fundación Santander (Madrid)
- Colección Padres Carmelitas (Madrid)
- Colección Hospital de Madrid (Madrid)
- Colección Furones (Madrid).
- Colección Doctor Calvo (Madrid).
- Colección Giovanna Marone (Madrid).
- Museo de Badajoz.

Otros museos y salas en los que se ha expuesto su obra: 
- 1977: Galería de arte Ramón Durán (Madrid), II Bienal de Arte (Almagro), Arte Popular Navideño - Centro Cultural de la Villa (Madrid).
- 1978: Galería Artis (Salamanca), Galería Gavá (Tarragona), Castillo de Manzanares el Real.
- 1979: Galería Ishtar (Madrid), Instituto Alemán de Cultura (Madrid), 9 artistas Naíf españoles - Salón Goya - Embajada de España (París), Sala Cristina. (Barcelona), Sala Ortá (Valencia), Sala Artis (Salamanca), Sala Benedet (Oviedo), Sala Manuela (Córdoba), XL Exposición Nacional de Artes Plásticas (Valdepeñas)
- 1980: Galería de arte Ramón Durán[9] (Madrid), Talavera de la Reina, XXXII Jornadas Culturales - Ateneo (Madrid), Sala Catalina y del Pardo - Hispania Nostra (Madrid), Exposición Itinerante de la Colección Juan Ramírez de Lucas, Casa de los Tiros (Granada), Instituto de San Francisco (Trujillo), Sala de la Cultura de la Caja de Ahorros de Navarra (Pamplona), IV Festival 1981 Caja de Ahorros de Badajoz (Don Benito), Sala Tiépolo - Cruz Roja Española (Madrid)
- 1981: I Salón Ibérico de la Pintura Naif[10] - Casino de Estoril (Estoril), Sala de Exposiciones "Caixa de Barcelona" (Barcelona), Sala Atlapa (Panamá), Exposición del Concurso de Pintura - Cámara de Comercio e Industria (Madrid)
- 1982: Premio Galerías Preciados de Pintura para Mujeres - Galerías Preciados (Madrid), Naíf Españoles - El Corte Inglés en colaboración con la Galería Ramón Durán (Madrid).
- 1983: Premio Galerías Preciados de Pintura para Mujeres - Galerías Preciados (Madrid), Especial Navidad - Galería Ramón Duran (Madrid).
- 1984: Hogar Extremeño de Madrid,[11] ABC: Pintura naif española en Banco de Bilbao</ref> - Banco de Bilbao - Edificio Castellana 81 (Madrid), III Salón Ibérico de Pintura Naíf - Casino de Estoril (Estoril), Capilla del Oidor (Alcalá de Henares), Museo de Pontevedra (Pontevedra), Exposición Itinerante de la Colección Juan Ramírez de Lucas, Premio Galerías Preciados de Pintura para Mujeres - Galerías Preciados (Madrid), Pintura de Mujeres - La Vaguada (Madrid), Casa de la Cultura (Fuenlabrada de Los Montes)
- 1985: Las máscaras - Centro Cultural Conde Duque (Madrid), Colección Particular del Doctor Juan Antonio Vallejo-Nágera - Banco de Bilbao (Madrid).
- 1986: Casa de la Cultura (Ciudad Real).
- 1987: Sala Quirós[12] (Madrid), Exposición Itinerante de la Colección Juan Ramírez de Lucas, Galería Kreisler (Madrid), Caja de Ahorros de Alicante y Murcia, exposiciones en: Murcia, Cartagena, Elche, Alcoy y Elda.
- 1988: Diputación Provincial de Jaén (Jaén), Centro Cultural Pablo Ruiz Picasso (Colmenar Viejo).
- 1989: Centro Naif[13] (Madrid), El Teatro en la Pintura Naíf - Teatro Albéniz (Madrid), En el Museo del Teatro - Casa de los Fúcares (Almagro), IV Salon Internacional de Arte Naïf Max Fourny (París), Galería Chiesa (Mahón).
- 1990: I Exposición de Pintura Naïf,[14] Sala de Exposiciones del Aula de Cultura (Aranjuez), Naíf Contemporáneos Homenaje al Doctor Juan Antonio Vallejo-Nágera - Galería Alfama (Aranjuez), I Certamen - Aula de Cultura de Caja Madrid (Madrid), El tren visto por los naífs - Estación de Chamartín (Madrid), Hogar Extremeño de Madrid.
- 1991: 'Artistas españoles en el Museo Nazionale Arti Naives Cesare Zavattini (Luzzara), II Salón Internacional de Naíf - Casino de Estoril (Estoril), Homenaje al Doctor Juan Antonio Vallejo-Nágera - Sala Moncloa del Ayuntamiento (MAdrid), II Exposición de Pintura Naíf - Asociación Española de Pintores y Escultores (Madrid).
- 1992: Pabellón de Extremadura - Expo 92 (Sevilla), Liceo Francés (Madrid), II Exposición de Pintura Naíf - Asociación Española de Pintores y Escultores (Aranjuez).
- 1993: Castelló 120[15] (Madrid), Ibercaja (Zaragoza), Centro Cultural de la Villa (Madrid), Cajastur (Oviedo), Hogar Extremeño de Getafe.
- 1995: I Festival Arte Naif de Sevilla[16] Antares (Sevilla), Sala de Exposiciones Caja de Madrid[17]  (Madrid).
- 2002: Galería Altea (Madrid).
- 2008: Torreón de Atocha (Madrid).
- 2009: Casa de Ávila en Madrid.
- 2010: Centro Cultural Rafael Serrano[18] (Calzada de Calatrava)

## Vida personal

### Infancia y juventud
Nacida en el seno de una familia de agricultores y ganaderos, vive profundamente su infancia en Fuenlabrada de los Montes con sus costumbres, sus tradiciones y su campo. Al cabo de unos años, por expreso deseo de sus padres va a estudiar a Madrid junto con su hermana Domi y su abuela Saturnina, que era la encargada y tutora de ambas niñas durante sus estancias en Madrid. 
De pequeña tuvo paludismo (malaria), enfermedad que sufrió durante 2 años. 
Al inicio de la Guerra Civil, se movían entre Madrid y Fuenlabrada de los Montes, pasando zonas fronterizas entre bandos, pero cuando el conflicto se recrudece permanecen en Fuenlabrada de los Montes, sin posibilidades de volver a Madrid. 
Debido a la Guerra Civil, tuvo que interrumpir sus estudios durante 3 años y recuperarlos al finalizar el conflicto, llegando a cursar el Bachillerato Universitario, mediante el cual se tenía acceso a los estudios universitarios. A Mercedes le hubiera gustado haber estudiado Derecho para llegar a ser Abogada, pero al haber perdido los 3 cursos escolares con motivo de la Guerra y al haberse casado joven, nunca pudo llegar a cumplir su sueño de estudiar esta carrera ni ningún otro título universitario.
Siempre se le dieron mejor las materias de letras y las artes que las ciencias, ya que lo que le gustaba era leer, pintar y escribir.

### Matrimonio y familia
El 16 de julio de 1946 contrae matrimonio con Carlos López Herrera, (Sanlúcar de Barrameda, 07 de abril de 1913 - Madrid, 26 de julio de 1998), Farmacéutico y posteriormente Doctorado en Farmacia en la especialidad de Bromatología, con quien tiene 3 hijos; Carlos (1947), María del Carmen (1951-1998) y Guillermo (1955).
En el momento de su fallecimiento, Mercedes había tenido la suerte de tener 7 nietos y 11 biznietos, motivo que la enorgullecía extraordinariamente.

### Viajes
Durante su vida, Mercedes fue una gran viajera ya que disfrutaba mucho conociendo nuevos lugares y gentes.
Cuando sus hijos alcanzan la adolescencia, recorren gran diversidad de países europeos en coche durante las vacaciones familiares. Hay que entender que en la España de los años 60-70 no era habitual realizar este tipo de viajes y las dificultades idiomáticas, trámites aduaneros, el cambio de divisa, la inexistencia de tarjetas de crédito o falta de información hacían de estos viajes grandes aventuras familiares, que también inspirarían a Mercedes en sus temas.
En 1979, su marido Carlos se ofrece voluntariamente para viajar a Guinea Ecuatorial como Jefe del Repuesto de Medicamentos. En un primer momento, Carlos acude solo, pero también Mercedes le acompaña con posterioridad en esta gran aventura profesional y personal. Este viaje también le sirvió a Mercedes de inspiración para alguna de sus obras.